# إعادة التأكيد
في مجال السياحة، يعتبر إعادة التأكيد مطلبًا تعاقديًا يجب على المسافر إعادة إخطار البائع صراحةً بأنه ما زال ينوي استخدام حجزه. إذا فشل المسافر في إعادة التأكيد، فقد يتم إلغاء حجزه. يستخدم المصطلح في الغالب في الطيران التجاري.

## الخطوط الجوية
تطلب العديد من شركات الطيران من المسافر إجراء إجراءات إعادة التأكيد، على الرغم من أن تذكرة الطيران قد تم حجزها بالفعل ودفعها وتأكيدها وإصدارها وتسجيل الوصول إليها جزئيًا والسفر جواً. قاعدة إعادة التأكيد النموذجية هي: لكل رحلة (أو بشكل أكثر دقة، «جزء» ) ضمن الرحلة، يجب على المسافر إعادة إخطار («إعادة التأكيد») إلى شركة الطيران، عبر الهاتف أو في مكتب الخطوط الجوية،  أن المسافر لا يزال ينوي أخذ الرحلة المحجوزة. يجب إجراء المكالمة في نطاق زمني محدد مسبقًا قبل الرحلة. المواعيد النهائية على سبيل المثال هي: 6  إلى 72  ساعة. ما لم يتم ذكر أقرب توقيت مقبول، ولكن مجرد تسجيل الوصول في الجزء السابق من الرحلة لا يعتبر إعادة تأكيد للجزء الأخير. إذا فشل المسافر في إعادة تأكيد حجز رحلته، فيجوز لشركة الطيران إلغاؤه. هذا يعني أيضًا أنه إذا تم إخراج المسافر من الطائرة بالقوة («النزول غير الطوعي» أو «الاصطدام» بالمصطلحات) من رحلة بسبب الحجز الزائد لشركة الطيران، فلا يمكن للمسافر الحصول على التعويض القياسي.
قاعدة إعادة التأكيد هي محاولة لتقليل عدم الحضور. حاولت شركات الطيران عدة عقوبات مثل إعادة التأكيد، وغرامات عدم الحضور. بدأ نظام إعادة التأكيد في عام 1952. كانت مكروهة منذ البداية، وكثيرًا ما تمت مراجعة السياسة وسياقاتها.
خلال سبعينيات القرن الماضي، نصح المسافرون بشدة بإعادة التأكيد، حيث حدثت عمليات إلغاء بالفعل، حتى على الرحلات الداخلية. منذ التسعينيات، أخبرت بعض الكتيبات الإرشادية أن الرحلات الداخلية لا تحتاج إلى إعادة تأكيد. بحلول عام 2000، كان هناك فكرة مفادها أن إعادة التأكيد أصبحت شيئًا من الماضي، وربما انخفض المسافرون الذين أعادوا التأكيد بالفعل. ومع ذلك، اعتبارًا من 2021، لا يزال يُسمح له بإعادة التأكيد، لذلك لا يزال خطر الإلغاء قائمًا.
لكل خطوط جوية سياسات إعادة تأكيد مختلفة، مذكورة في عقد النقل الخاص بهم. بالنسبة للتذكرة التي تحتوي على عدة رحلات طيران تديرها شركات طيران مختلفة، قد لا تتطلب رحلة واحدة إعادة تأكيد، ومع ذلك قد تتطلب رحلة أخرى ذلك. كل شركة طيران وكل رحلة لها قواعد مختلفة.
- خطوط دلتا الجوية: اعتبارًا من 2021 ، «إعادة التأكيد» مذكور في عقود النقل الخاصة بهم.[15]
- الخطوط الجوية الأمريكية: اعتبارًا من 2021، «إعادة التأكيد» مذكور في عقود النقل الخاصة بهم.[16]
- لوفتهانزا: اعتبارًا من 2021، لا تحتاج رحلات لوفتهانزا إلى إعادة تأكيد.[17][18]
- الخطوط الجوية المتحدة: اعتبارًا من 2021 ، «إعادة التأكيد» مذكور في عقود النقل الخاصة بهم.[19]
- الخطوط الجوية التي تطلب صراحة إعادة التأكيد: الخطوط الجوية الإثيوبية،[20] الخطوط الجوية الكينية[21]